# Tumbinai Khan
Tumbinai Khan, anche noto come Tuminai o Tumbaghai (1080 circa – 1130), è stato un condottiero mongolo, figlio di Shingkor Dokshin. Fu sovrano dell'Impero, diretto progenitore di Gengis Khan e di Tamerlano.

## Vita
Fu Khagan dei Mongoli. Apparteneva al gruppo tribale dei Borjigin di religione cristiana nestoriana.
Di lui poco è noto. Era nipote di Khaidu Khan e pronipote di Kachi Kaluk.

## Discendenze
Fu sposato con Setchen, in precedenza sua matrigna. Ebbe almeno 5 figli:
- Kabul Khan, progenitore della stirpe di Gengis Khan
- Tshaksu Khan
- Batkulki Khan
- Tshintai Utsuken Khan
- Kadjuli Khan, progenitore della stirpe di Tamerlano